# Polyalthia lateriflora
Polyalthia lateriflora este o specie de plante din genul Polyalthia, familia Annonaceae. A fost descrisă pentru prima dată de Carl Ludwig von Blume, și a primit numele actual de la Wilhelm Sulpiz Kurz.

## Subspecii
Această specie cuprinde următoarele subspecii:
- P. l. elongata
- P. l. lateriflora
- P. l. macrophylla
- P. l. siamensis